# Il caso Drabble
Il caso Drabble (The Black Windmill) è un film del 1974 diretto da Don Siegel.
È un film thriller spionistico britannico con Michael Caine, Donald Pleasence e Delphine Seyrig. È basato sul romanzo del 1973 Seven Days to a Killing di Clive Egleton. La storia vede un agente segreto britannico, John Tarrant (Caine), coinvolto nelle indagini su una organizzazione criminale internazionale dedita al traffico di armi, il cui figlio viene rapito e tenuto in ostaggio.

## Trama
David, figlio di un maggiore dei servizi segreti, viene rapito. I rapitori (un gruppo terroristico legato all'Ira) chiedono per il rilascio una partita di diamanti che i servizi segreti avevano acquistato per una missione. Tarrant sospetta (a ragione) che la soffiata ai terroristi sia partita dall'interno e cerca di smascherare il traditore. Ma non sarà facile, anche perché proprio Tarrant ad un certo punto verrà accusato di tradimento.

## Produzione
Il film, diretto da Don Siegel su una sceneggiatura di Leigh Vance con il soggetto di Clive Egleton (autore del romanzo), fu prodotto dallo stesso Don Siegel per la Universal Pictures e girato presso Windmills Clayton, a sud di Burgess Hill, nel West Sussex, in Inghilterra, e in Francia.

## Distribuzione
Il film fu distribuito nel Regno Unito al cinema dal luglio 1974 con il titolo The Black Windmill.
Alcune delle uscite internazionali sono state:
- negli Stati Uniti il 17 maggio 1974 (New York)
- in Finlandia il 2 agosto 1974 (Musta tuulimylly)
- in Svezia il 9 settembre 1974
- in Danimarca il 15 novembre 1974 (Dobbeltjagt)
- in Francia il 20 novembre 1974 (Contre une poignée de diamants)
- in Norvegia il 25 novembre 1974
- in Spagna il 18 marzo 1975 (El molino negro)
- in Portogallo il 4 aprile 1975 (Por Um Punhado de Diamantes)
- in Svezia (Den svarta väderkvarnen)
- in Germania Ovest (Die schwarze Windmühle)
- in Brasile (O Moinho Negro)
- in Grecia (O anthropos ap' to Londino)
- in Polonia (Wiatraki smierci)
- in Italia (Il caso Drabble)

## Critica
Secondo il Morandini il film vanta una "storia labirintica a scatole cinesi che rimanda a Hitchcock e a Killer Elite di Peckinpah" e "funziona sul galleggiamento alla deriva degli stereotipi".
Secondo Leonard Maltin il film è un "buon thriller" anche se Siegel ha comunque "sfornato prodotti migliori".